# Cybaeozyga heterops
Cybaeozyga heterops är en spindelart som beskrevs av Chamberlin och Ivie 1937. Cybaeozyga heterops ingår i släktet Cybaeozyga och familjen vattenspindlar. Inga underarter finns listade i Catalogue of Life.